# 宮菊姫
宮菊姫（みやぎくひめ、生没年未詳）は、平安時代末期、鎌倉時代初期の女性。源義賢の娘。源義仲（木曾義仲）の妹。

## 略歴
寿永3年（1184年）1月に兄の義仲が従兄の源頼朝が派遣した源範頼・源義経兄弟（頼朝の弟）の軍勢によって滅ぼされると、義仲の妹である宮菊姫は、頼朝の妻北条政子の猶子として美濃国に一村を与えられて在国していた。そのうち在京するようになり、付き従う周辺の者が政子猶子である宮菊の威を借りて権門の荘園や公領を横領する押妨を行った。文治元年（1185年）3月、宮菊周辺の悪評が鎌倉に届き、頼朝は畿内の御家人に押妨を行った周辺の者を捕らえるように命じて朝廷には「物狂いの女房」の仕業であるとして弁明し、源氏一門への世間の非難をはばかって宮菊を鎌倉へ呼び出した。
5月、都から鎌倉に参上した宮菊は、所領の押領は自分の名を勝手に利用した者たちが行ったことであり、自らは関わりがない事を陳弁し、憐れんだ頼朝から美濃国遠山荘の一村を与えられた。政子が特に同情していたという。小諸光兼ら、義仲恩顧の信濃国の御家人たちに、宮菊の所領に課せられる公事に大切に奉仕するよう命が出されている。
生年は不明だが、義賢の死没年（1155年）から、宮菊姫は1157年生まれの政子より年長と思われるので、その猶子というのは不自然なので、義仲の妹ではなく娘ではないかとの見方もある（山本幸司『頼朝の天下草創』講談社学術文庫）。